# Alexander Gode
Alexander Gottfried Friedrich Gode-von-Aesch ou simplesmente Alexander Gode, (Bremen, 30 de outubro de 1906 – Mount Kisco (Estados Unidos), 10 de agosto de 1970) foi o principal idealizador e criador da Interlíngua. Descendente de alemães pelo pai, da cidade hanseática de Bremen, e de suíços por parte de mãe, oriunda de uma antiga família burguesa (os Von Aesch), de uma cidade nas proximidades de Berna.
Ensinava língua romanche e alemão nas universidades de Colúmbia e Chicago, tendo desenvolvido o Interlíngua desde 1934.
Redigiu livros de referência 1943–1946 e publicou juntamente com Ezra Clark Stillman a série Spanish at Sight, French at Sight e Portuguese at Sight. Traduzia centenas de artigos e alguns livros para muitas línguas do inglês. Editou em 1941 300 páginas sobre Ciência Natural no Romantismo Alemão. Fundou em 1946 a casa editorial Storm Publishers, que dirigia. Último diretor de pesquisa do IALA desde 1946, redator do Dicionário de Interlíngua-Inglês (1951) e co-autor da Gramática de Interlíngua (com Hugh E. Blair, 1951). Foi chefe da Interlingua Division de Science Service (1953–1967).
Foi autor de numerosas publicações em Interlíngua e alemão e cofundador e primeiro presidente da Associação Americana de Tradutores. Durante seus últimos anos, traduzia textos científicos pela sua empresa Interlingua Translations. Coautor de Interlingua a prime vista, baseado na série …at Sight. Premiado com a distinção Harald Swanberg Distinguished Service Award da American Medical Writers' Association por contribuições excelentes às revistas médicas e pelos sumários em interlíngua; e ainda premiado pela Federação International de Tradutores pelo trabalho de traduzir publicações científicas e pela profissão de tradutor.
Alexander Gode morreu de câncer no dia 10 de agosto de 1970 aos 63 anos.